# NEA Jazz Masters Fellowship
Die NEA Jazz Masters Fellowships der NEA, National Endowment for the Arts, werden jährlich an bis zu sieben (etablierte) Jazzmusiker verliehen, als Anerkennung für ihr bisheriges Lebenswerk. Es ist die höchste offizielle Ehrung für Jazzmusiker in den USA. 
Die Auszeichnung ist für jeden Künstler mit einem Preisgeld von 25.000 US-Dollar verbunden. Außerdem organisiert das Jazz-Programm der NEA zahlreiche Veranstaltungen, insbesondere die Reihe Jazz Masters Live, im Rahmen derer ausgezeichnete Künstler an Konzerten, Meisterklassen und Vorträgen teilnehmen können.

## NEA Jazz Masters
- 1982: Roy Eldridge, Dizzy Gillespie, Sun Ra
- 1983: Count Basie, Kenny Clarke, Sonny Rollins
- 1984: Ornette Coleman, Miles Davis, Max Roach
- 1985: Gil Evans, Ella Fitzgerald, Jo Jones
- 1986: Benny Carter, Dexter Gordon, Teddy Wilson
- 1987: Cleo Patra Brown, Melba Liston, Jay McShann
- 1988: Art Blakey, Lionel Hampton, Billy Taylor
- 1989: Barry Harris, Hank Jones, Sarah Vaughan
- 1990: George Russell, Cecil Taylor, Gerald Wilson
- 1991: Danny Barker, Buck Clayton, Andy Kirk, Clark Terry
- 1992: Betty Carter, Dorothy Donegan, Sweets Edison
- 1993: Milt Hinton, Jon Hendricks, Joe Williams
- 1994: Louie Bellson, Ahmad Jamal, Carmen McRae
- 1995: Ray Brown, Roy Haynes, Horace Silver
- 1996: Tommy Flanagan, J. J. Johnson, Benny Golson
- 1997: Billy Higgins, Milt Jackson, Anita O’Day
- 1998: Ron Carter, James Moody, Wayne Shorter
- 1999: Dave Brubeck, Art Farmer, Joe Henderson
- 2000: David Baker, Donald Byrd, Marian McPartland
- 2001: John Lewis, Jackie McLean, Randy Weston
- 2002: Frank Foster, Percy Heath, McCoy Tyner
- 2003: Jimmy Heath, Elvin Jones, Abbey Lincoln
- 2004: Jim Hall, Chico Hamilton, Herbie Hancock, Luther Henderson, Nancy Wilson, Nat Hentoff
- 2005: Kenny Burrell, Paquito D’Rivera, Slide Hampton, Shirley Horn, Artie Shaw, Jimmy Smith, George Wein
- 2006: Ray Barretto, Tony Bennett, Bob Brookmeyer, Chick Corea, Buddy DeFranco, Freddie Hubbard, John Levy
- 2007: Toshiko Akiyoshi, Curtis Fuller, Ramsey Lewis, Jimmy Scott, Frank Wess, Phil Woods, Dan Morgenstern
- 2008: Cándido Camero, Andrew Hill, Quincy Jones, Tom McIntosh, Joe Wilder, Gunther Schuller
- 2009: George Benson, Jimmy Cobb, Lee Konitz, Toots Thielemans, Snooky Young, Rudy Van Gelder
- 2010: Muhal Richard Abrams, George Avakian, Kenny Barron, Bill Holman, Bobby Hutcherson, Yusef Lateef, Annie Ross, Cedar Walton
- 2011: Hubert Laws, David Liebman, Johnny Mandel, Orrin Keepnews und die Marsalis Familie (Ellis Marsalis, Branford Marsalis, Wynton Marsalis, Delfeayo Marsalis und Jason Marsalis)
- 2012: Jack DeJohnette, Von Freeman, Charlie Haden, Sheila Jordan und Jimmy Owens
- 2013: Mose Allison, Lou Donaldson, Lorraine Gordon und Eddie Palmieri
- 2014: Jamey Aebersold, Anthony Braxton, Richard Davis und Keith Jarrett
- 2015: Carla Bley, George Coleman, Charles Lloyd und Joe Segal
- 2016: Gary Burton, Wendy Oxenhorn, Pharoah Sanders, Archie Shepp
- 2017: Dee Dee Bridgewater, Ira Gitler, Dave Holland, Dick Hyman, Dr. Lonnie Smith
- 2018: Pat Metheny, Dianne Reeves, Joanne Brackeen, Todd Barkan
- 2019: Abdullah Ibrahim, Maria Schneider, Stanley Crouch, Bob Dorough
- 2020: Roscoe Mitchell, Dorthaan Kirk, Reggie Workman, Bobby McFerrin[2]
- 2021: Henry Threadgill, Tootie Heath, Terri Lyne Carrington und Phil Schaap[3]
- 2022: Billy Hart, Donald Harrison, Stanley Clarke und Cassandra Wilson[4]
- 2023: Kenny Garrett, Louis Hayes, Regina Carter und Sue Graham Mingus[5]
- 2024: Gary Bartz, Terence Blanchard, Amina Claudine Myers, Willard Jenkins[6]
- 2025: Marshall Allen, Marilyn Crispell, Chucho Valdés, Gary Giddins